# Eberhard Havekost
Eberhard Havekost est un peintre allemand né le 12 octobre 1967 à Dresde et mort le 5 juillet 2019 à Berlin.

## Biographie
Eberhard Havekost a étudié à la Hochschule für Bildende Künste (École d'enseignement supérieur des beaux arts) à Dresde où il a été élève de Ralf Kerbach.
Ses œuvres sont présentes dans les collections du Museum of Modern Art, le musée d'art de Denver, le Kunstmuseum Wolfsburg, le Museu de Arte Contemporanea de Serralves à Porto, le Staatliche Kunstsammlungen à Dresde, le Tate à Londres.
Jusqu'à sa mort, Eberhard Havekost vit et travaille à Berlin.

## Œuvres
- 1996-1998 - Four Portraits, Museum of Modern Art, New York[7]
- 1999 - Sympathie, Museum of Modern Art, New York[8]
- 2001 - Intro 2, Kunstmuseum Wolfsburg, Wolfsbourg[3]
- 2001 - Robotron, Museu de Arte Contemporanea de Serralves à Porto[4]
- 2002 - Objekt, Museu de Arte Contemporanea de Serralves à Porto[4]
- 2002 - Kino, Museu de Arte Contemporanea de Serralves à Porto[4]
- 2002 - Windmesser 1_2, Museu de Arte Contemporanea de Serralves à Porto[4]
- 2002 - Windmesser 2_2, Museu de Arte Contemporanea de Serralves à Porto[4]
- 2002 - Regal, Museu de Arte Contemporanea de Serralves à Porto[4]
- 2003 - Dresden 3 (1/4), Kunstmuseum Wolfsburg, Wolfsbourg[3]
- 2003 - Dresden 3 (2/4), Kunstmuseum Wolfsburg, Wolfsbourg[3]
- 2003 - Dresden 3 (3/4), Kunstmuseum Wolfsburg, Wolfsbourg[3]
- 2003 - Filter 2, Kunstmuseum Wolfsburg, Wolfsbourg[3]
- 2003 - Stuhl, Kunstmuseum Wolfsburg, Wolfsbourg[3]
- 2003 - Trash 1, Staatliche Kunstsammlungen, Dresde
- 2004 - Spiderman, Museu de Arte Contemporanea de Serralves à Porto[4]
- 2004 - Phantom, Museu de Arte Contemporanea de Serralves à Porto[4]
- 2004 - Theke, Museu de Arte Contemporanea de Serralves à Porto[4]
- 2004 - Mund, Museu de Arte Contemporanea de Serralves à Porto[4]
- 2004 - Mercedes, Museu de Arte Contemporanea de Serralves à Porto[4]
- 2004 - Spreelacart, Museu de Arte Contemporanea de Serralves à Porto[4]
- 2004 - Ikea, Museu de Arte Contemporanea de Serralves à Porto[4]
- 2004 - Bau, Museu de Arte Contemporanea de Serralves à Porto[4]
- 2004 - Aquazoo, Museu de Arte Contemporanea de Serralves à Porto[4]
- 2004 - Esel, Museu de Arte Contemporanea de Serralves à Porto[4]
- 2004 - Hotel, Museu de Arte Contemporanea de Serralves à Porto[4]
- 2004 - Awning 1, Museum of Modern Art, New York[9]
- 2004 - Ghost 1, Tate à Londres[10]
- 2004 - Ghost 2, Tate à Londres[11]
- 2005 - You don't know what is in the dark side, Museu de Arte Contemporanea de Serralves à Porto[4]
- 2005 - Indianer, Museu de Arte Contemporanea de Serralves à Porto[4]
- 2005 - Holz, Museu de Arte Contemporanea de Serralves à Porto[4]
- 2005 - Whisky, Museu de Arte Contemporanea de Serralves à Porto[4]
- 2005 - Superstar, Museu de Arte Contemporanea de Serralves à Porto[4]
- 2005 - 14 Uhr, Museu de Arte Contemporanea de Serralves à Porto[4]
- 2005 - 12 Uhr, Museu de Arte Contemporanea de Serralves à Porto[4]
- 2005 - Superstar, Museu de Arte Contemporanea de Serralves à Porto[4]
- 2005 - Lost city, Museu de Arte Contemporanea de Serralves à Porto[4]
- 2005 - Destiny, Museu de Arte Contemporanea de Serralves à Porto[4]
- 2007 - Flickery move B 07, ensemble de 4 tableaux, musée de Grenoble[12]
- 2008 - Infinity 1 and 2, Tate à Londres[13]

## Expositions personnelles
- 1995 - WÄRME, Galerie Gebr. Lehmann, Dresde
- 1997 - Frieren, Galerie Gebr. Lehmann, Dresde
- 1997 - Abstecher I, Galerie Gebr. Lehmann, temporäre Dependance Berlin
- 1997 - Förderkoje, Art Cologne, Cologne
- 1998 - ZOOM, Anton Kern Gallery, New York
- 1998 - Fenster-Fenster, Kunstmuseum Luzerne[14]
- 1999 - Kontakt, Galerie Gebr.Lehmann, Dresde
- 1999 - Statements, Art Bâle, Bâle
- 1999 - Druck Druck, Galerie für Zeitgenössische Kunst, Leipzig
- 2000 - MOBILe, Galerie Gebr.Lehmann, Dresde
- 2001 - Driver, Galerie Johnen+Schöttle, Cologne
- 2001 - DRIVER, Museu de Arte Contemporanea de Serralves, Porto
- 2001 - Dimmer, Galerie Gebr. Lehmann, Dresde
- 2001 - J.F.B.-Hobby Industries, Galerie Onrust, Amsterdam
- 2001 - Pressure-Pressure, Anton Kern Gallery, New York
- 2003 - Lieu d'Art contemporain, Sigean
- 2003 - Centre d'art contemporain, maison des arts Georges Pompidou, Cajarc
- 2003 - dynamic UND, White Cube, Londres[15]
- 2003 - Beauty walks a razors edge, Galerie Gebr.Lehmann, Dresde
- 2003 - McTREK CAMP 4, Galerie Johnen+Schöttle, Cologne
- 2003 - Square, Anton Kern Gallery, New York
- 2004 - circaware, Galerie Ghislaine Hussenot, Paris
- 2004 - Brandung, Galerie Gebr.Lehmann, Dresde
- 2004 - Graphik 1999-2004, Kupferstich-Kabinett, Dresde
- 2004 - Project Room, Rubell Family Collection, Miami
- 2004 - Marvel, Anton Kern Gallery, New York
- 2005 - Harmonie, Kunstmuseum Wolfsburg, Wolfsbourg[16]
- 2005 - Sonnenschutz, Roberts & Tilton, Los Angeles
- 2006 - Paintings from the Rubell Family Collection, American University Museum, Katzen Arts Center, Washington
- 2006 - Harmony 2, Stedelijk Museum, Amsterdam
- 2006 - backstage, Galerie Gebr. Lehmann, Dresde
- 2007 - Zensur, Anton Kern Gallery, New York
- 2007 - Background, White Cube, Londres[15]
- 2007 - Paintings from the Rubell Family Collection, Art Gallery at Florida Gulf Coast University, Fort Myers et Tampa Museum of Art, Tampa
- 2008 - Entrée, FRAC Auvergne, Clermont-Ferrand[17]
- 2008 - Zensur 2, Galerie Gebr. Lehmann, Part1, Dresde
- 2008 - Zensur 2, Galerie Gebr. Lehmann, Part2, Berlin
- 2010 - Staatliche Kunstsammlungen, Dresde[18]
- 2010 - Guest, White Cube, Londres[15]
- 2010 - Ausstellung, Kunsthalle im Lipsius-Bau, SKD, Dresden[19]
- 2011 - Take Care, Roberts Projects, Los Angeles
- 2012 - Eberhard Havekost. Die Sammlung MAP, Museum der Moderne, Salzbourg
- 2012 - Sightseeing Trip, Dr. Bhau Daj Lad, Mumbai City Museum, Mumbai
- 2013 - Titel, MKM Museum Küppersmühle für Moderne Kunst, Duisburg[20]
- 2015 - Natur, Galerie Gebr. Lehmann, Dresd
- 2016 - Expulsion from Paradise Freeze, Anton Kern Gallery, New York
- 2016 - Inhalt, KINDL–Zentrum für zeitgenössische Kunst, Berlin[21]
- 2017 - Logik, Galerie Rudolfinum, Prague
- 2019 - U Say Love, Contemporary Fine Arts, Berlin